# Thepchaiya Un-Nooh
Thepchaiya Un-Nooh (Thai: เทพไชยา อุ่นหนู), född 18 april 1985, är en thailändsk professionell snookerspelare.
Vänsterhänte Un-Nooh, som är känd som en av de snabbaste snookerspelarna på världstouren, har vunnit en rankingklassad turnering, 2019 års Snooker Shoot-Out, en en-frame-turnering med tidsbegränsning på stötarna, efter att ha besegrat Michael Holt 74-0 i finalen.